# Наурзумський заповідник
Наурзумський державний природний заповідник (каз. Наурызы́м мемлекетті́к табиғи́ қорығы́) був відкритий Постановою Ради Народних Комісарів РРФСР № 826 від 30 червня 1931 року. У 1951 заповідник був закритий, але знову відновлений в 1966 році.
Метою функціонування заповідника є збереження в природному стані типових, рідкісних та унікальних природних комплексів, тваринного та рослинного світу степової зони Північного Казахстану, їх моніторинг та вивчення.

## Зонування
Територія Наурзумського заповідника складається з трьох ділянок, що розташовані на відстані від 9 до 14 км одна від одної:
- Наурзум включає системи прісних і солоних озер з оточуючими їх заливними злаковими луками і галофітними спільнотами, а також унікальний Наурзумський бір, який розташований на великобугристих і грядово-бугристих еолових пісках[2], степову річку Аккансай, різноманітні типи степів (різнотравно-піщаноковильні, чагарниково-різнотравно-червоноковильні, типчаково-ковилові, комплексні), схили східного борту улоговини з колковими березняками та осинниками та ділянки плато.
- Сипсин являє дрібнолисті колкові ліси, сухі луки, різнотравно-піщаноковильні, різнотравно-піщаноковильно-червоноковильні степи, невеликі заболочені озера та галофітні спільноти в заплаві річки Наурзум-карасу.
- Терсек включає однойменний колковий сосновий бір, схилові варіанти зональних типчаково-ковилкових степів, чагарниково-різнотравно-червоноковильні, типчаково-ковилові степи та галофітні спільноти та їх комплекси в долині річки Дана-Біке[1].

Загальна площа становить 191 381 га у складі трьох ділянок — Наурзум (139 714 га), Терсек (12 947 га) та Сипсин (38 720 га), об'єднаних та оточених охоронною зоною загальною площею 116 726,5 га. Заповідник розташований на території Наурзумського та Аулієкольського районів Костанайської області, за 190 км на південь від Костаная.

## Історія
У рамках планів першої п'ятирічки було необхідно організувати великий степовий заповідник в азіатській частині СРСР. Фахівцем із рослинного покриву, професором І. І. Спригіним було запропоновано район Наурзума. 1929 року наукова експедиція підтвердила правильність вибору території, а 1930 року група вчених під керівництвом професора Ф. Ф. Шиллінгера визначила ділянки для організації ними Наурзумського заповідника.
30 червня 1931 року згідно з Постановою Ради Народних Комісарів РРФСР № 826 були офіційно затверджені кордони Нарузумського, а також Печоро-Ілицького та Кавказького заповідників, згідно з якими заповідник спочатку включав великі ділянки цілинних степів, озерні системи, осиново-березові та соснові ліси на площі 250 тис. га. У 1936 році у заповідника були вилучені східні ділянки замість великої західної ділянки на плато з типчаково-ковилковими степами та невеликим лісовим масивом Белькарагай. У цих межах площа заповідника збільшилася до 320 тис. га, він складався з двох великих ділянок і в такому вигляді проіснував до реорганізації заповідної системи в 1951 році.
1951 року Наурзумський заповідник було ліквідовано, а на його базі організували Наурзумський лісгосп. У 1959 році на пропозицію наукових організацій була прийнята постанова Ради Міністрів Казахської РСР «Про відновлення Наурзумського державного заповідника», але відновлена вона була лише у 1966 році у вигляді чотирьох ділянок площею 85 000 га, куди увійшли лісові масиви та Наурзумська система озер.
У 1976 році до заповідної ділянки Терсек було приєднано 2000 га ковилкових степів із сурчіною колонією. У 1999-2004 роках було здійснено новий етап розширення та облаштування кордонів заповідника. Згідно з постановою Уряду Республіки Казахстан від 26 січня 2004 № 79 його територія збільшилася на 103 687 га.
У 2008 році Наурзумський та Коргалжинський заповідники у складі об'єкту «Саріарка — Степу та озера Північного Казахстану» були включені до списку Світової спадщини ЮНЕСКО.

## Рельєф
Район Наурзума характеризується рівнинним столово-ступінчастим рельєфом, що складається з кількох геоморфологічних рівнів від поверхні плато з відмітками 250—320 м до плоских рівнин широкого (30-50 км) днища Тургайської улоговини, з максимальними відмітками 120—125 м над рівнем моря. Денудаційно-акумулятивні супіщані рівнини плато в голоцені зазнали інтенсивних ерозійних процесів, винесений матеріал сформував у центральній частині Тургайської улоговини масиви дюнно-бугристих еолових пісків, що розділяють систему озер Сари-Моїн, Жарколь і систему Аксуат. Ложа озер вироблені у верхньоплейстоценових полігенетичних відкладах, що виконують наскрізну улоговину.

## Геологія
У геоструктурному плані Північно-Тургайської провінції відповідає Тургайський епігерцинський прогин. Позначки покрівлі палеозою коливаються від 100 до 120—150 м і більше, а потужність осадового чохла в середньому не перевищує перші сотні метрів, поступово наростаючи від західних і східних бортів прогину до його осьової зони. Різко збільшується осадова товща в похованих грабенах фундаменту, подібних, наприклад, до Наурзумського, де розрізи мезокайнозою сягають потужності 500—700 м і більше. Платформенний чохол Тургайського прогину складений континентальними та морськими опадами від тріасу до неогену та плейстоцену включно. Особливо важливим маркуючим горизонтом, що фіксується по всій території прогину, є відкладення останньої морської трансгресії палеогену — солоносні горизонти чеганської почту (верхній еоцен — нижній олігоцен). Вище за них залягають виключно континентальні шари, представлені піщано-глинистими опадами олігоцену і міоцену, які беруть участь у складанні столово-ступінчастого рельєфу плато. Четвертинні відкладення на міжріччі малопотужні, рідко перевищують 5 — 7 м. Тільки в Тургайській улоговині їх потужність зростає до кількох десятків метрів.

## Ґрунти
Територія заповідника належить до Казахстанської сухостепової провінції темно-каштанових та каштанових ґрунтів. Однак для неї характерна значна різноманітність ґрунтового покриву, що виражається у відмінності ґрунтів за механічним складом, ступенем зволоження та засоленості. На плоских вододілах, що оточують Тургайську улоговину, сформувалися темно-каштанові суглинисті та тяжко-суглинисті ґрунти з широким поширенням солонцевих ґрунтів у комплексі із солончакуватими солонцями. На більшій частині сучасної території заповідника, що відноситься до геоморфологічного рівня денудаційно-акумулятивних супіщаних рівнин, представлені темно-каштанові піщані та супіщані ґрунти. Під лісовою рослинністю в Наурзумському борі розвинені дерново-борові ґрунти. У Тургайській улоговині навколо озер системи Саримоїн та Аксуат переважають лугово-каштанові та лугові ґрунти в комплексі із солончаками.

## Клімат
Клімат різко континентальний, що характеризується високими амплітудами зимових та літніх температур. Середня температура січня мінус 17-18°С, абсолютний мінімум мінус 45,7 °C, середня температура липня 24,2 °C, абсолютний максимум 41,6 °C. Середня річна температура повітря становить 2,4 °C, середній річний безморозний період у районі Наурзуму — 131 день (мінімальна тривалість 103 дні, максимальна — 154 дні). Зимові місяці відрізняються малою хмарністю, вихолоджуванням приземного шару повітря та сильними морозами. Атмосферні опади зимового періоду вкрай убогі. Стійкий сніговий покрив встановлюється наприкінці листопада та руйнується наприкінці березня. Днів з хуртовиною на широті Наурзума в середньому 19. Через сильні морози та невисокий сніговий покрив промерзання ґрунту йде на глибину понад 1 м. Повне відтавання ґрунту зазвичай відбувається в останній декаді квітня. У теплу пору року антициклональний режим слабшає. За Урал проникають повітряні маси з Атлантики та циклони з півночі. Водночас безпосередньому впливу вологих повітряних мас атлантичного походження перешкоджають гори Уралу, і нерідко відбувається приплив континентального тропічного повітря з півдня — із Середньої Азії, що супроводжується встановленням особливо спекотної та сухої погоди, а також адвекцією теплих повітряних мас із Турану. Тривалість сонячного сяйва в степах Азії становить 2000—2400 годин на рік. Для регіону характерні різкі коливання кількості опадів за сезонами та роками. Середньорічна сума опадів становить 233 мм, їх 30-40 % припадає на літні місяці. Середньорічна відносна вологість повітря 70 %, але 38-90 днів, а іноді і понад 100 днів, вона знижується до 30 % і менше.

## Гідрографія
Наурзумський заповідник розташовується на широтному вододілі між басейнами річок Тобол на півночі та Тургай на півдні. Річкова мережа представлена тут лише тимчасовими водотоками, що мають сезонний — весняний стік і переважно широтний напрямок — зі схилів плато в Тургайську улоговину. Найбільші річки східного напрямку: Дана-Біке та Наурзум-карасу, протяжністю 58 і 85 км, мають виражені басейни та вироблені у верхній течії долини. Під час весняної повені русла цих річок наповнюються водою, яка, досягаючи озер, широко розливається в передгирловій частині, утворюючи мілководні лимани. У нижній течії в їх руслах зберігаються постійні плісняви до 1 км завдовжки і до 20-25 м завширшки. Ще одна річка-водоток Улькен-Караелга тече з південного заходу. У середній і нижній течії всі вони характеризуються слабким ухилом і порівняно невеликим врізом русел, а поблизу озерних улоговин повністю викладаються у великих обширних депресіях.
Більш круті схили східного плато дреновані значно сильніше. Через кожні 10-12 км їх прорізають короткі в 10-15 км саї річок Моїн, Аккансай, Куркуутал та інших. У верхів'ях і при виході в улоговину вони є врізаними руслами з ланцюжком бочагів або невеликих пліс. Передгирлові ділянки, поблизу озерних улоговин, врізані дуже слабо, іноді позначені лише смугою чагарників або зовсім викладаються, і під час паводку вода широким фронтом розливається по знижених ділянках степу, так званих бидаякам.
У Тургайській улоговині розкидано велику кількість озер, що мають характер плоских блюдцеподібних улоговин із глибинами, що рідко перевищують 2,5 — 3 м. Усі вони безстічні, сміттєво-дефляційного походження з материково-озерним режимом. Найбільші озера заповідника — система прісних озер Аксуат та прісних та солоних озер системи Саримоїн — у роки наповнення досягають площі дзеркала 220 км² та 126 км² відповідно. Як і більшість безстічних озер аридних та субаридних регіонів вони мають багаторічні цикли обводнення, які дотримуються кліматичних циклів зволоженості. Періоди високого та середнього наповнення змінюються зниженням рівня води, іноді до повного обсихання водойм, і через деякий час новим наповненням. Такий природний механізм зупиняє і повертає назад процеси засолення озерних улоговин, замулювання або заростання твердою надводною рослинністю.
Основними джерелами водопостачання території є атмосферні опади та ґрунтові води.

## Флора
Рослинний світ заповідника становить 687 видів вищих рослин, що винятково багато для степової зони. Соснові ліси Наурзумського бору є реліктовими, оскільки вони збереглися в малозміненому вигляді з третинного або початку четвертинного періоду. Серед них 5 видів ендеміків, поширених в Арало-Каспійському і Верхньо-Тобольському флористичних районах (береза киргизька, астрагал Ніни, астрагал Кустанайський, чебрець казахстанський, льнянка довгоплідна), а також 5 видів реліктових: тонконіг жорстколистий, ковила пірчаста, чий блискучий, латаття біле, селітрянка Шобера. У флорі спостерігається наявність елементів як північної бореальної, і південної флори. З давніх елементів болотно-лісової флори знайдено: теліптерис болотний, кропива дводомна, хміль звичайний, паслін гірко-солодкий; бореальні види, рідкісні для Північного Казахстану: хвощ зимовий, осока двотичинкова, пухівка струнка, білозір болотний, черемха звичайна. Ряд пліоценових видів становить вербу попелясто-сіру, вербу п'ятитичинкову, шабельник, лабазник в'язолистий, дербенник іволистий, шоломниця звичайна, вовконіг європейський. Два види характерні для південних тугайних лісів: гостроплідний лох і східний ломоніс. На південному кордоні ареалу перебувають: матеукція страусопера, ялівець звичайний, смородина кам'яна, айстра альпійська, айстра алтайська. До диких родичів культурних рослин належить 44 види, у тому числі 6 рідкісних для цього регіону: тимофіївка лучна, глід алтайський, суниця зелена, конюшина люпинова, льон багаторічний, льон блідоцвітий, лох гостроплідний. До Червоної книги Казахстану входить 5 видів: береза киргизька, росичка круглолиста, наголоватка мугоджарська, тюльпан Шренка, тонконіг жорстколистий. Усього особливої охорони вимагають 125 видів або 18 % флори.

## Фауна
Фауна заповідника дуже різноманітна і вивчена повною мірою до нашого часу. Найбільш багата орнітофауна. У складі орнітофауни 282 види, у тому числі 158 гніздяться. У зональних степах найбільш типові польовий, білокрилий і чорний жайворонки, польовий щеврик, звичайна кам'янка, хохітва, степовий лунь, степова чайка, степовий журавель, степовий орел. Для зволожених ділянок поблизу озерних улоговин, сорів і в западинах із луговою рослинністю і заростями степових чагарників типові жовта плиска, чорноголова трав'янка, мала берестянка, терновий сорокопуд, перепілка, сіра куріпка, лучний лунь, великий кульон. На лісових ділянках мешкають тетерук, звичайний дятел, вивільга, припутень, звичайна горлиця, велика і біла синиці, звичайна горихвістка, лісовий щеврик, чорний серпокрилець та інші. Дуже широко представлений відділ хижих (28 видів), із них 18 гніздиться: орли — беркут, могильник і степовий орел; луні — степовий, лучний і очеретяний; соколи — балабан, великий і малий підсоколики, звичайний і степовий боривітри, кібчик; орлан-білохвіст, звичайний і степовий канюки, чорний шуліка, яструби — малий і великий.
Наурзумські озера з давніх часів слугували перевалочним пунктом на шляху руху багатьох видів птахів, що зимували в Ірані, Індії, Середній Азії, Тургайським перелітним шляхом далі на північ, до місць гніздування. У роки наповнення Наурзумські озера є районом масового гніздування водоплавних та водно-болотних птахів. Залежно від стану обводненості чисельність змінюється у великих межах. Оптимальні умови для гніздування створюються на другий — третій рік після обводнення — з утворенням великих розливів і мілководдя, розвитком прибережної рослинності. Найбільш численні лиска, попелюх звичпйний, нерозень, північний шилохвіст, крижень, велика чирянка, північна широконіска. Масовими видами, що гніздяться, є пірникози, в основному велика і сірощока, меншою мірою чорношия. Серед мартинів численні звичайні, сріблясті, сизі та малі. Звичайні на гніздуванні крячки: річкові, білокрилі, чорні, а також кулики: великий кульон, великий грицик, чоботар, кулик-довгоніг, чайка, звичайний і ставковий коловодники, малий пісочник, степовий дерихвіст зрідка трапляються кулик-сорока, малий пісочник. Серед чапель гніздяться сіра чаплі, великі чепури, водяні бугаї і звичайні бугайчики. З 1974 року у роки високого обводнення гніздяться великі баклани. У 1981 — 1996 роках відбувалася масова інвазія південних видів, стали гніздитися велика чепура, з 1981 — кучеряві, а з 1984 — рожеві пелікани. Рідкісні птахи представлені 44 видами: 36 включені до Червоної книги Казахстану, 23 — до Міжнародної.
Із 44 видів ссавців, зареєстрованих у заповіднику, постійно мешкають 42 види (один — сайгак приходив в період літнього кочування до 1994 року, двічі відмічено лісову куницю). Із цінних мисливсько-промислових видів звичайні лось, сарна, вепр і байбак; групу хижаків становлять вовк, лисиця, корсак, рись, степовий тхір, горностай, ласиця, у лісах та поблизу озер численні азійські борсуки. У степах домінуючою групою є гризуни: степовий бабак, жовтий і великий і малий ховрахи, звичайний хом'як, степова мишівка, полівки, хом'ячки, а також: вухатий їжак, стрибаки, сірий заєць, лисиця, вовк. У лісових масивах мешкають лось, азійська сарна, рись, звичайна білка, білочеревий їжак, широко поширені білий заєць, борсук, горностай, ласка, відзначені лісова куниця та єнот уссурійський. На узбережжях прісних озер численні дрібні гризуни: уральський мишак, вузькоголова нориця, сибірська шапарка, зустрічаються лучна мишка, бурозубки; у роки високого обводнення на озерах звичайні водяний щур та ондатра. З пустельних видів на самому півдні в районі озер Сули і Кулаголь відзначений приаральський товстохвостий тушканчик. За кількістю видів ссавці становлять 24,7 % від усієї теріофауни Казахстану.
Плазуни та земноводні представлені 6 видами: 3 види плазунів (степова гадюка, прудка ящірка і піщана ящурка) і 3 види земноводних (гостроморда жаба, часничниця і зелена ропуха).
Фауна риб містить 10 видів. Найбільш поширеними та численними є добре пристосовані до циклічних коливань обводненості озер золотий та срібний карасі, у деяких озерах трапляється озерний гольян. У річках живуть також лин, окунь, щука, плітка. У роки високої обводненості ці види потрапляють і до озер. Останні 20 років у багатьох водоймах району, у тому числі створених на водотоках, інтродукували короп, ялець і пелядь, які відзначалися в озерах заповідника після великих паводків.